# Brachysomida californica
Brachysomida californica là một loài bọ cánh cứng thuộc phân họ Lepturinae, trong họ Cerambycidae. Loài này phân bố ở Hoa Kỳ.

## Subtaxons
There are five varietets in species:
- Brachysomida californica var. fusca (LeConte, 1857)
- Brachysomida californica var. mollipilosa (LeConte, 1860)
- Brachysomida californica var. subcyanea (LeConte, 1857)
- Brachysomida californica var. tumida (LeConte, 1857)
- Brachysomida californica var. viola (LeConte, 1860)